# Kagurabachi
Kagurabachi (カグラバチ?) es un manga escrito e ilustrado por Takeru Hokazono. Es serializado desde el 18 de septiembre de 2023 por Weekly Shōnen Jump.

## Sinopsis
Chihiro Rokuhira, hijo de un conocido herrero capaz de forjar espadas únicas, busca una sangrienta venganza contra una banda de hechiceros con la ayuda de una espada con poderes mágicos, forjada por su padre antes de ser asesinado.

## Personajes

### Principales
- Chihiro Rokuhira (六平 千鉱, Rokuhira Chihiro)

El hijo de 18 años del fallecido Kunishige Rokuhira, el forjador de las Seis Espadas encantadas que le concedió la victoria a Japón en la guerra de Seitei.
Chihiro se entrenó con su padre como herrero durante su infancia, con la esperanza de seguir sus pasos en el futuro. 
Después de que su padre fue asesinado y las Espadas Encantadas fueron robadas, Chihiro tomó la última Espada Encantada de su padre, Enten (淵天) , y entrenó con ella hasta que estuvo listo para encontrar a los asesinos de su padre. 
Aun en su búsqueda de venganza, Chihiro no permitirá que civiles inocentes queden atrapados en el fuego cruzado de sus batallas. Si bien actúa estoicamente y distante, Chihiro puede mostrar compasión, amabilidad y confiabilidad hacia los demás.
- Togo Shiba (柴登 吾, Shiba Tōgo)

Un hechicero amigo de muchos años de Kunishige. Shiba actúa en cierta medida como el guardián de Chihiro, apoyándolo en su búsqueda de venganza contra los Hishaku. Se da a entender que las habilidades de Shiba están en la cúspide de la hechicería.
Fue miembro de los Kamunabi, pero los abandonó poco después de que Kunishige se escondiera. 
- Hakuri Sazanami (漣 伯理, Sazanami Hakuri)

Hakuri es un exmiembro del Clan Sazanami, un clan conocido por ser comerciantes importantes del mercado negro y organizadores del evento "Rakuza-ichi", un evento de subasta masiva ilegal de todo tipo de mercancías, incluido personas. Buscando desmantelar el Rakuza-ichi, Hakuri se une a la causa de Chihiro.
Hakuri fue repudiado por su debilidad percibida por la falta de hechicería e inutilidad temprana para el clan, hasta el punto de no solo sufrir violencia y maltratos de todo tipo por parte de su familia, sino de autoinfligirse dudas y una convicción de su aparente inutilidad lo cual lo llevó a no ser consciente de sus capacidades y su potencial. 
Después de finalmente poder controlar adecuadamente su energía espiritual y encontrar el valor para luchar gracias a Chihiro, Hakuri es capaz de alcanzar su potencial demostrando su talento innato como alguien capaz de usar los dos tipos de hechicería de la familia Sazanami, cosa que solo el primer líder había podido lograr.
Después del Arco de Rakuza-Ichi, Hakuri continuaría al lado de Chihiro, apoyándolo en sus objetivos.

### Secundarios
- Hinao (ヒナオ)

Amiga de Shiba y Chihiro. Dueña del Café "Haru Haru" donde el grupo de Chihiro se reúne frecuentemente.
Hechiceros y grupos de todo tipo acuden allí en busca de trabajos relacionados con la hechicería.
- Char Kyonagi (鏡凪 シャル, Kyōnagi Sharu)

Char es una niña huérfana que acudió a la ayuda del grupo de Chihiro luego de haber escapado del Laboratorio de Sojo.
Char es la última miembro del Clan Kyonagi, conocido y masacrado debido a sus capacidades regenerativas consideradas aterradoras. Sojo secuestra a ella y su madre para utilizarla en sus experimentos.
Ella se une al grupo de Chihiro luego de que este la salva después de ser secuestrada por Sojo por segunda vez.
- Kunishige Rokuhira (六平 国重, Rokuhira Kunishige)

El difunto padre de Chihiro Rokuhira, que tenía una importante reputación como el forjador de espadas más famoso de su país, habiendo forjado las extremadamente poderosas espadas conocida como las Espadas Encantadas. 
Kunishige era el único que podía controlar y aprovechar el abrumador poder del Datenseki, el material utilizado para fabricar las Espadas Encantadas. Sus espadas fueron fundamentales para poner fin a la Guerra Seitei. 
Después de que la guerra terminó, Kunishige fue escondido del público para su protección. Mientras estaba escondido, tuvo a Chihiro, y forjó la séptima espada encantada, Enten. Casi quince años después de la guerra, Kunishige fue asesinado y sus espadas fueron robadas por los Hishaku, lo que causó devastación absoluta en Chihiro.
A medida de que Chihiro crece y avanza en su venganza, la inspiración, los valores y los bonitos recuerdos con su padre son el motor que le permite avanzar, volverse más fuerte, y enfrentarse a las nuevas adversidades.

### Kamunabi
Los Kamunabi (神奈備) son una organización de hechiceros afiliada al gobierno con la misión establecida durante la Guerra Seitei de eliminar todas las amenazas a la nación de Japón en su conjunto. 
Su gran objetivo actual es recuperar las Espadas Encantadas de los Hishaku, para que ellos mismos puedan hacer uso de ellas para mantener la paz en el país.
Los Kamunabi custiodan en grandes fortalezas a los portadores de Espadas Encantadas, ya que estos están ligados a un contrato de por vida a las Espadas, lo que impide su uso ajeno.
Miembros destacados del Kamunabi:
- Azami (薊)

Miembro del alto mando del Kamunabi y viejo amigo de Shiba y Kunishige. Azami actúa como informante y ayudante de Chihiro a espaldas del Kamunabi, llegando incluso a intentar involucrarse en un conflicto con ellos si la vida de Chihiro se ve amenazada.
- Hiyuki Kagari (香刈 緋雪, Kagari Hiyuki)

Miembro élite del Kamunabi, conocida como la más fuerte de la organización. Hiyuki es una mujer de carácter fuerte pero altamente obstinada y fácilmente irritable. No obstante, cree que la vida de las personas y su seguridad va más allá de todo y siempre deberían priorizarse ante cualquier cosa.
Hiyuki posee una Hechicería especial conocida como Enkotsu (炎骨), la cual, es la única hechicería capaz de equipararse a una Espada Encanta.
- Tafuku Mihara (美原 多福, Mihara Tafuku)

Compañero de Hiyuki. Tiene un carácter mucho más pasivo y prudente que ella. 
Su hechicería consiste en crear un espacio separado donde se desarrollan las batallas entre dos o más combatientes, y el espacio desaparece una vez que se considera que la batalla ha terminado.

### Antagonistas
Hishaku
Los Hishaku (毘灼) son un pequeño grupo criminal de élite de diez hechiceros que asesinaron al padre de Chihiro y robaron sus seis Espadas Encantadas, por lo que se convirtieron en el objetivo de la venganza de Chihiro.
Cada miembro se identifica por un tatuaje con un emblema de llama en el dorso de una de sus manos.
Pese a ser un pequeño grupo marginal, tiene conexiones con toda clase de organizaciones e individuos.
Sus objetivos actualmente son desconocidos, no obstante, su líder ha declarado abiertamente que su máximo objetivo es empuñar la Shinuchi, la Espada encantada más poderosa de todas.
- Yura (幽)

El líder de los Hishaku y quien organizó el asesinato de Kunishige y el robo de sus espadas encantadas.
Yura ha declarado abiertamente que su objetivo es empuñar la Espada Shinuchi, la Espada encantada más poderosa jamás creada.
Parece ser consciente desde siempre de la existencia de Chihiro y su búsqueda de venganza, también, demostrando un gran interés en su "crecimiento".
- Hiruhiko (昼彦)

Un hechicero de la misma edad de Chihiro. Tiene un carácter humorístico y despreocupado, pero con una visión retorcida del mundo debido a su aislamiento. Siente un alto interés en Chihiro debido a su creencia de que ambos son iguales por matar personas, lo que lo lleva a creer que ambos tienen un vínculo (desde su perspectiva retorcida) de amistad.
Yura cree que la interacción de Hiruhiko con Chihiro lo hará madurar su visión del mundo.
Su hechicería consiste en controlar remotamente el papel y el origami que crea, los cuales pueden ser usados para  perforar fácilmente el cuerpo humano, cargar objetos, o usarlo directamente como distracción o guía para sus aliados.
Otros
- Genichi Sojo (双城 厳一, Sōjō Gen'ichi)

Sojo es una de las figuras más importantes en el submundo criminal de Japón como un destacado traficante de armas.
Como asociado de los Hishaku, estos le concedieron la Espada Encantada Kuregumo (刳雲) para comprender su poder y crear nuevas Espadas Encantadas.
para esto, Sojo utilizó a Char y su madre en sus experimentos debido a sus capacidades regenerativas mientras experimentaba con la piedra Datenseki, la cual es el material usado para crear las espadas encantadas pòr el padre de Chihiro.
La ideología de Chihiro y Sojo chocaron durante toda su confrontación debido a sus distintas creencias sobre Kunishige y las espadas encantadas. 
Sojo es asesinado cuando Chihiro le causa una herida de muerte en su batalla final, rompiendo la Kuregumo en el proceso. Al final Sojo murió junto a la explosión de su laboratorio.
- Kyora Sazanami (漣 京羅, Sazanami Kyōra)

Líder de la familia Sazanami y padre de Hakuri. Kyora tiene la ideología obsesiva (característica de su Clan) de que el Rakuza-ichi es lo más importante y debe de llevarse a cabo sin importar de cuantos sean los daños, incluso la vida de los Sazanami.
Kyora ve a su hijo Hakuri como un fracaso debido a su "falta de talento", permitiendo que su familia abusase de él.
Luego de Obtener la Shinuchi y la Espada Enten de Chihiro para subastarlas, Chihiro, Hakuri y los demás luchan en el Rakuza-ichi para detener a Kyora y recuperar las espadas.
Luego de que Chihiro le causa una herida mortal, Kyora evade la muerte por momentos utilizando un poco del masivo poder de la Shinuchi. Cuando Kyora finalmente muere, el Rakuza-ichi termina para siempre.

### Portadores de Espadas Encantadas
Los portadores son aquellos que empuñaron las Espadas Encantadas en la Guerra Seitei. Los Portadores tienen un contrato  espiritual denominado como "Contrato de por vida", que ata al portador con su espada. Mientras los portadores sigan con vida, solo ellos pueden activar y hacer uso del poder de su respectiva espada.
Luego de la guerra, Kunishige resguardó las Espadas en su hogar, hasta que fue asesinado y las espadas fueron robadas por los Hishaku. A posterior, los Portadores fueron resguardados en fortalezas de máxima seguridad para garantizar su seguridad y su contrato de por vida con sus espadas, salvo el Santo de la Espada que tenía un resguardo especial, y el portador original de la Kuregumo que fue asesinado al mismo tiempo que Kunishige.
- Santo de la Espada (剣聖, Kensei)

Portador de la Espada Encantada más poderosa, la Shinuchi. El Santo de la Espada permanece sellado en un lugar escondido protegido por el Kamunabi. Fue el que lideró a los demás portadores hacia la victoria en la guerra Seitei.
En el Rakuza Ichi, se vio una fracción del poder de la Shinuchi al ser usada por Kyora, no obstante, se ve como el Santo de la Espada permite a Kyora utilizarla y utilizar su aterrador poder, esto es posible debido a que el Contrato de por vida no puede contener el poder de la Espada misma. El máximo objetivo de los Hishaku es asesinarlo para que Yura pueda empuñar la Shinuchi.
- Yoji Uruha (漆羽 洋児, Uruha Yoji)

Portador de la Espada Encantada Kumeyuri. Uruha perdió la motivación para vivir debido a la muerte de Kunishige, ya que no existía alguien lo suficientemente digno como para pelear por él. Fue después de que los Hishaku atacasen su fortaleza y conocer a Chihiro que recuperó su motivación. Uruha lleva un sombrero con cinturones a su alrededor para ocultar su rostro.
Uruha utiliza un estilo de Espada legendario llamado "IAI Byakkeiryuu" (居合白禊流, IAI Estilo Blanco Puro), que se basa en el combate empleando energía espiritual para lograr una velocidad máxima a la hora de utilizar la espada.
- Seiichi Samura (座村 清市, Samura Seiichi)

Portador de la Espada Encantada Tobimune.  Fue el mentor de Uruha y conoció a Chihiro poco antes del fallecimiento de Kunishige. Al igual que Uruha, utiliza el estilo de espada del IAI Byakkeiryuu.
Samura es ciego, pero el resto de sus sentidos están súper desarrollados, logrando pelear en combate gracias a su ecolocalización, el cual le permite atacar mediante la percepción del sonido, el olor, y el instinto asesino.
Samura recuperaría su Espada Encantada gracias a Hakuri mientras los Hishaku atacaban su fortaleza.
Él en algún punto de su vida se quitó la vista cortándose sus ojos para "evitar caer en tentaciones y pasiones mundanas". Chihiro tomaría inspiración de él y sus palabras durante su primera pelea con Hiruhiko.

## Publicación
La obra, escrita e ilustrada por Takeru Hokazono, comenzó su serialización en la revista Weekly Shōnen Jump en la edición n.º42 de 2023, publicada en Japón el 18 de septiembre del mismo año. Planeta Cómic obtuvo la licencia en España.

### Lista de volúmenes

#### Arco Vs. Sojo
| Volumen 1 "Misión" "Subeki Koto"(すべきこと) | ISBN                   | Publicado            |
| Volumen 1 "Misión" "Subeki Koto"(すべきこと) | ISBN 978-4-08-883819-9 | 2 de febrero de 2024 |
| |                        |                      |
| Contiene los capítulos: - 1. «Misión» (すべきこと Subeki Koto?) - 2. «Montones» (累累 Ruirui?) - 3. «Testigo» (目撃者 Mokugekisha?) - 4. «Hechicería y espada encantada» (妖術と妖刀 Yōjutsu to Yōtō?) - 5. «Una buena comida» (ごちそう Gochisō?) - 6. «Paz» (平穏 Heion?) - 7. «Señal de humo» (狼煙 Noroshi?) - 8. «Norisaku Madoka: voy a cambiar» (円 法炸 〜俺は変わるんだ〜 Madoka Norisaku: Ore wa Kawarunda?) |                        |                      |

| Volumen 2 "Enten vs. Kuregumo" "Enten Bāsasu Kuregumo"(淵天vs刳雲) | ISBN                | Publicado         |
| Volumen 2 "Enten vs. Kuregumo" "Enten Bāsasu Kuregumo"(淵天vs刳雲) | ISBN 978-4088838809 | 2 de mayo de 2024 |
| |                     |                   |
| Contiene los capítulos: - 9. «Enten vs. Kuregumo» (淵天vs刳雲 Enten Bāsasu Kuregumo?) - 10. «Rápido y fácil» (サクッっと Sakutto?) - 11. «Despertar» (目め覚さめ Mezame?) - 12. «Preparativos» (支度 Shitaku?) - 13. «Élite» (精鋭 Seiei?) - 14. «Honestidad» (本領 Honryō?) - 15. «Comida» (飯 Meshi?) - 16. «Silencio» (沈黙 Chinmoku?) - 17. «Té» (茶 Cha?) - 18. «Estruendo» (咆哮 Hōkō?) |                     |                   |

#### Arco del Rakuzaichi
| Volumen 3 "Caballero de la Oscuridad" "Kami no Kishi"(闇の騎士) | ISBN                   | Publicado          |
| Volumen 3 "Caballero de la Oscuridad" "Kami no Kishi"(闇の騎士) | ISBN 978-4-08-884116-8 | 4 de julio de 2024 |
| |                        |                    |
| Contiene los capítulos: - 19. «Caballero de la Oscuridad» (闇の騎士 Kami no Kishi?) - 20. «El Arma del Kamunabi» (神奈備の武器 Kamunabi no Buki?) - 21. «Tibio» (微温い Nurui?) - 22. «Estancamiento» (拮抗 Kitsu Kou?) - 23. «Almacén» (蔵 Kura?) - 24. «Cazadores» (狩人 Karyūdo?) - 25. «Intercambio» (取引 Torihiki?) - 26. «Confianza» (自信 Jishin?) - 27. «Mr. Inazuma» (ミスターイナズマ Misutā Inazuma?) |                        |                    |

| Volumen 4 "Iguales" "Taitō"(対等) | ISBN                   | Publicado            |
| Volumen 4 "Iguales" "Taitō"(対等) | ISBN 978-4-08-884209-7 | 4 de octubre de 2024 |
| |                        |                      |
| Contiene los capítulos: - 28. «Descubrimiento» (発見 Hakken?) - 29. «Elección» (取捨 Shusha?) - 30. «Intrusos» (乱入者 Ran'nyū-sha?) - 31. «Saludo» (挨拶 Aisatsu?) - 32. «Selección» (選別 Senbetsu?) - 33. «Defender hasta la muerte» (死守 Shisha?) - 34. «Deber» (役目 Yakume?) - 35. «Celda» (檻 Ori?) - 36. «Genios» (天才達 Tensai-tachi?) - 37. «Iguales» (対等 Taitō?) |                        |                      |

| Volumen 5 "Ferviente" "Nelkkyō"(熱狂) | ISBN                   | Publicado              |
| Volumen 5 "Ferviente" "Nelkkyō"(熱狂) | ISBN 978-4-08-884348-3 | 4 de diciembre de 2024 |
| |                        |                        |
| Contiene los capítulos: - 38. «Carrera» (競合 Seriai?) - 39. «¡Supéralo!» (超えろ!! Koero!!?) - 40. «La punta» (一端 Ittan?) - 41. «Ferviente» (熱狂 Nekkyō?) - 42. «Todo» (全部 Zenbu?) - 43. «Conseguir» (全う Mattō?) - 44. «La cortina se cierra» (閉幕 Heimaku?) - 45. «Lo que está por venir» (これからの話 Karekara no Hanashi?) - 46. «Mocoso rebelde» (勝手な野郎 Kattena yarō?) |                        |                        |

#### Arco del Asesinato a los Portadores de Espadas
| Volumen 6 "En la noche" "Yofuke"(夜更け) | ISBN                   | Publicado          |
| Volumen 6 "En la noche" "Yofuke"(夜更け) | ISBN 978-4-08-884399-5 | 4 de marzo de 2025 |
| |                        |                    |
| Contiene los capítulos: - 47. «Uruha» (漆羽 Uruha?) - 48. «El Equipo de Vapor Kokugoku» (国獄湯煙スクワッド Kokugoku Yukemuri Sukuwaddo?) - 49. «Punto muerto» (均衡 Kinkō?) - 50. «Interceptación» (迎撃 Geigeki?) - 51. «Samura» (座村 Samura?) - 52. «Solo nosotros dos» (2人きり Futari Kiri?) - 53. «Oscuridad» (暗がり Kuragari?) - 54. «Amistad» (友情 Yūjō?) - 55. «Colaboración» (共闘 Kyōtō?) - 56. «En la noche» (夜更け Yofuke?) |                        |                    |

| Volumen 7 "Combate nocturno" "Yasen"(夜戦) | ISBN                   | Publicado         |
| Volumen 7 "Combate nocturno" "Yasen"(夜戦) | ISBN 978-4-08-884413-8 | 2 de mayo de 2025 |
| |                        |                   |
| Contiene los capítulos: - 57. «Colapso» (崩壊 Hōkai?) - 58. «Reunión» (再会 Saikai?) - 59. «Oscurecimiento» (暗転 Anten?) - 60. «Resurrección» (黄泉がえり Yomigaeri?) - 61. «Combate nocturno» (夜戦 Yasen?) - 62. «Iori» (イヲリ Iwori?) - 63. «Persecución en coche» (車追跡 Kuruma Tsuiseki?) - 64. «Conviértete en un samurái» (ビカム侍 Bikamu Samurai?) - 65. «Aprender por imitación» (見真似 Mi Mane?) |                        |                   |

| Volumen 8 "Alba" "Yoake"(夜明け) | ISBN                   | Publicado          |
| Volumen 8 "Alba" "Yoake"(夜明け) | ISBN 978-4-08-884566-1 | 4 de julio de 2025 |
| |                        |                    |
| Contiene los capítulos: - 66. «La verdad» (真実 Shinjitsu?) - 67. «Hotel Satsuriku Kyoto» (ザ殺戮ホテル Za Satsuriku Hoteru?) - 68. «Transformación» (変幻 Hengen?) - 69. «El hombre de la cicatriz» (傷ノ男 Kizu no Otoko?) - 70. «Iai Byakkeiryuu» (居合白禊流 Iai Byakkei-ryū?) - 71. «Competición» (勝負 Shōbu?) - 72. «Futuro» (未来 Mirai?) - 73. «Amanecer» (黎明 Reimei?) - 74. «Alba» (夜明け Yoake?) |                        |                    |

| Volumen 9 | ISBN                   | Publicado            |
| Volumen 9 | ISBN 978-4-08-884653-8 | 3 de octubre de 2025 |
|           |                        |                      |

### Capítulos no recopilados entankōbon
- 75. «Alucinación» (幻想 Gensō?)
- 76. «En» (宴 En?)
- 77. «Ya no es relevante» (蚊帳の外 Kaya no Soto?)
- 78. «Cambio» (交代 Kōtai?)
- 79. «¡¡Amenaza!!» (曲者!! Kusemono!!?)
- 80. «Habitación secreta» (密室 Misshitsu?)
- 81. «El equipo principal» (主力 Shuryoku?)
- 82. «¡Enten contra Tobimune!» (淵天VS飛宗 Enten VS Tobimune?)
- 83. «Enten» (淵天?)
- 84. «Llenos de cicatrices» (傷の者たち Kizu no Monotachi?)
- 85. «Abierto» (開く Hiraku?)
- 86. «Movimiento fetal» (胎動 Taidō?)
- 87. «Espectro» (七霊 Nanarei?)
- 88. «Comienzo» (皮切り Kawagiri?)
- 89. «Batalla caótica» (乱戦 Ransen?)
- 90. «Kiri» (斬ちゃん?)

## Recepción
Incluso antes de la publicación de su primer capítulo, el manga despertó el interés de los lectores en Internet, y el primer capítulo obtuvo más de 200 000 visitas en Shōnen Jump+ en el transcurso de un solo día. Después de su lanzamiento, las clasificaciones de Kagurabachi en Manga Plus se han elevado por encima de las de Spy x Family, Dragon Ball Super y Boruto. Esta inesperada popularidad ha generado innumerables memes en Internet, y muchos lo consideran, de manera irónica, como el sucesor de los «tres grandes» (One Piece, Naruto y Bleach).